# Andreas von Grand-Ry

Andreas von Grand-Ry (1837–1903). Photographie von Leopold Haase & Comp., Berlin um 1874

Andreas Karl Hubert von Grand-Ry (* 4. Mai 1837 in Eupen; † 25. September 1903 in Kettenis bei Eupen) stammte aus einer katholischen Adelsfamilie Grand Ry, war Rittergutsbesitzer (Burg Stockem) und Reichstagsabgeordneter.

## Leben
Grand-Ry war der Sohn des Tuchfabrikanten Heinrich Wilhelm Joseph von Grand Ry (1810–1878) und der Félicie Le Picard (1809–1881) sowie Enkel von Andreas Joseph Franz von Grand Ry. Er besuchte das Gymnasium in Bonn und studierte anschließend Jura an den Universitäten in Bonn und Berlin. Zwischenzeitlich war er von 1859 bis 1862 in der preußischen Armee, wo er als Lieutenant ausschied. Ab 1862 nahm er sein Jurastudium wieder auf und war nach Absolvierung seiner Prüfungen als Referendar bei der Bezirksregierung in Aachen. Seit 1858 war er Mitglied des Katholischen Lesevereins Berlin (jetzt KStV Askania-Burgundia Berlin) im KV. Später wurde er zudem Mitglied des KStV Arminia Bonn im KV. 1868 wurde von Grand Ry als Landrat von Eupen gewählt, aber von der preußischen Regierung nicht bestätigt, weshalb er aus dem Staatsdienst wieder ausschied.
Von 1870 bis 1882 und von 1887 bis 1903 saß er als Zentrumspolitiker im Preußischen Abgeordnetenhaus, und war von 1879 bis 1888 Mitglied des Rheinischen Provinziallandtages. Von 1871 bis zu seinem Tod im Jahr 1903 war er Mitglied des Deutschen Reichstags für den Wahlkreis Regierungsbezirk Koblenz 6 (Adenau – Cochem – Zell). Wegen seines mit Eifer verteidigten katholischen Glaubens, wurde er in die Ritterklasse des päpstlichen Gregoriusordens aufgenommen. Zwischen 1900 und 1903 saß Andreas von Grand Ry dem Historienmaler Georg Waltenberger Porträt für dessen 1905 vollendetes Werk Der Kanzler von Bülow spricht im Reichstag, auf dem Grand Ry sitzend, rechts neben dem Kanzler zu erkennen ist.
Andreas von Grand Ry war verheiratet mit Marie Anne Julie de Grand Ry (1838–1924), Tochter von Charles Joseph Jacques de Grand’Ry (1805–1875) und eine Cousine zweiten Grades. Über sie erbte er das Haus Grand Ry und verkaufte dieses an die Reichspost-Verwaltung, die dort am 1. April 1893 einzog. Von seinem Vater erbte er das von seinem Großvater erworbene Schloss Weims und übernahm zudem 1899 Schloss Thal, dass bis 1801 schon einmal in Familienbesitz gewesen war und zwischenzeitlich andere Besitzer hatte. Er restaurierte dieses Anwesen und verstarb dort im Jahr 1903. Nach dem verlorenen Ersten Weltkrieg und der Übernahme der preußischen Gebiete um Eupen durch Belgien, verkaufte sein Sohn André Joseph Jules von Grand Ry (1870–1929) das ihm vererbte Schloss Weims und seine Witwe 1919 das Schloss Thal.